# Stefanie Lindstaedt
Stefanie Lindstaedt (* 1968 in Bad Homburg) ist eine deutsch-österreichische Informatikerin. 2010 wurde sie Institutsvorstand des Instituts für Wissensmanagement an der Technischen Universität Graz, das 2017 im Institut für interaktive Systeme und Datenwissenschaften aufging. Im März 2023 wurde sie vom Gründungskonvent zur Gründungspräsidentin des Institute of Digital Sciences Austria (IDSA) in Linz gewählt.

## Leben
Stefanie Lindstaedt studierte ab 1988 an der Technischen Universität Darmstadt Informatik, das Studium schloss sie 1991 als Bachelor of Science ab. Anschließend wechselte sie an die University of Colorado Boulder in die Vereinigten Staaten, wo sie 1993 einen Master of Science und 1998 einen PhD in Computer Science erwarb und als Forschungsassistentin tätig war.
Von 1998 bis 2000 war sie bei DaimlerChrysler in Ulm in der Forschung tätig, danach bis 2001 beim Internet-Startup GlobalSight in Boulder in den USA. 2001 wurde sie Bereichsleiterin Knowledge Management der Know-Center GmbH in Graz, einem Forschungszentrum für datengetriebene Wirtschaft und künstliche Intelligenz, dessen wissenschaftliche Geschäftsführung sie 2011 übernahm.
2010 habilitierte sie sich in Angewandter Informatik an der Technischen Universität Graz und wurde dort Institutsvorstand des Instituts für Wissensmanagement. 2012 wurde sie von der österreichischen Tageszeitung Die Presse als Österreicherin des Jahres in der Kategorie Forschung nominiert. 2017 fusionierte das Institut für Informationssysteme und Computer Medien (Institute for Informationsystems and Computer Media, IICM) mit dem Institut für Wissensmanagement (Knowledge Technologies Institute, KTI) zum Institut für interaktive Systeme und Datenwissenschaften (Institute for Interactive Systems and Data Science, ISDS), dessen Leitung sie übernahm.
Am 5. März 2023 wurde sie vom Gründungskonvent unter dem Vorsitz von Claudia von der Linden zur Gründungspräsidentin der Institute of Digital Sciences Austria in Linz gewählt. Die Beschwerde eines Mitglieds des Gründungskonvents wegen Ungereimtheiten im Auswahlverfahren wurde vom Bundesministerium für Bildung, Wissenschaft und Forschung abgewiesen.
Lindstaedt ist Aufsichtsratsmitglied der BKS Bank AG und der FH Kärnten.